# Parafomoria ladaniphila
Parafomoria ladaniphila é uma espécie de insetos lepidópteros, mais especificamente de traças, pertencente à família Nepticulidae.
A autoridade científica da espécie é Mendes, tendo sido descrita no ano de 1910.
Trata-se de uma espécie presente no território português.